# Europaspiele 2023/Kanu
Bei den Europaspielen 2023 wurden 26 Wettbewerbe im Kanusport ausgetragen, davon 16 im Kanurennsport sowie 10 im Kanuslalom.
Die Wettbewerbe fungierten gleichzeitig als Europameisterschaften. Außerdem dienten sie als Qualifikation für die Olympischen Sommerspiele 2024.

## Bilanz

### Medaillenspiegel
| Platz  | Land           | Gold | Silber | Bronze | Gesamt |
| ------ | -------------- | ---- | ------ | ------ | ------ |
| 1      | Ukraine        | 4    | 2      | —      | 6      |
| 2      | Tschechien     | 4    | 1      | 3      | 8      |
| 3      | Spanien        | 3    | 4      | 2      | 9      |
| 4      | Polen          | 3    | 4      | 1      | 8      |
| 5      | Deutschland    | 3    | 3      | 4      | 10     |
| 6      | Dänemark       | 2    | 2      | 1      | 5      |
| 7      | Portugal       | 2    | 1      | 1      | 4      |
| 8      | Großbritannien | 1    | 1      | 3      | 5      |
| 8      | Ungarn         | 1    | 1      | 3      | 5      |
| 10     | Frankreich     | 1    | —      | 1      | 2      |
| 10     | Italien        | 1    | —      | 1      | 2      |
| 12     | Litauen        | 1    | —      | —      | 1      |
| 13     | Serbien        | —    | 1      | 4      | 5      |
| 14     | Georgien       | —    | 1      | —      | 1      |
| 14     | Österreich     | —    | 1      | —      | 1      |
| 14     | Rumänien       | —    | 1      | —      | 1      |
| 14     | Schweden       | —    | 1      | —      | 1      |
| 14     | Schweiz        | —    | 1      | —      | 1      |
| 14     | Slowakei       | —    | 1      | —      | 1      |
| 20     | Lettland       | —    | —      | 1      | 1      |
| 20     | Moldau         | —    | —      | 1      | 1      |
| Gesamt | Gesamt         | 26   | 26     | 26     | 78     |

### Medaillengewinner
Männer
| Disziplin           | Gold                                                             | Silber                                                         | Bronze                                                                    |
| ------------------- | ---------------------------------------------------------------- | -------------------------------------------------------------- | ------------------------------------------------------------------------- |
| Kanurennsport       |                                                                  |                                                                |                                                                           |
| C1 200 m            | Henrikas Žustautas (LTU)                                         | Sasa Nadiradse (GEO)                                           | Pablo Graña Alonso (ESP)                                                  |
| C1 500 m            | Martin Fuksa (CZE)                                               | Cătălin Chirilă (ROU)                                          | Serghei Tarnovschi (MDA)                                                  |
| C2 500 m            | Gabriele Casadei / Carlo Tacchini (ITA)                          | Cayetano García / Pablo Martínez (ESP)                         | Aleksander Kitewski / Norman Zezula (POL)                                 |
| K1 200 m            | Messias Baptista (POR)                                           | Petter Menning (SWE)                                           | Roberts Akmens (LAT)                                                      |
| K1 500 m            | Ádám Varga (HUN)                                                 | Fernando Pimenta (POR)                                         | Marko Dragosavljević (SRB)                                                |
| K2 500 m            | Oleh Kucharyk / Ihor Trunow (UKR)                                | Felix Frank / Martin Hiller (GER)                              | Ervin Holpert / Marko Dragosavljević (SRB)                                |
| K4 500 m            | SpanienCarlos Arévalo Rodrigo Germade Saúl Craviotto Marcus Walz | UkraineDmytro Danylenko Oleh Kucharyk Iwan Semykin Ihor Trunow | SerbienAnđelo Džombeta Marko Novaković Vladimir Torubarov Stefan Vrdoljak |
| Kanuslalom          |                                                                  |                                                                |                                                                           |
| K1                  | Jiří Prskavec (CZE)                                              | Martin Dougoud (SUI)                                           | Joseph Clarke (GBR)                                                       |
| C1                  | Ryan Westley (GBR)                                               | Miquel Travé (ESP)                                             | Václav Chaloupka (CZE)                                                    |
| K1 Cross            | Ondřej Tunka (CZE)                                               | Felix Oschmautz (AUT)                                          | Vít Přindiš (CZE)                                                         |
| Kajak Mannschaft    | SpanienPau Echaniz David Llorente Miquel Travé                   | PolenDariusz Popiela Michał Pasiut Mateusz Polaczyk            | FrankreichTitouan Castryck Boris Neveu Benjamin Renia                     |
| Canadier Mannschaft | DeutschlandFranz Anton Sideris Tasiadis Timo Trummer             | SlowakeiAlexander Slafkovský Marko Mirgorodský Matej Beňuš     | GroßbritannienAdam Burgess James Kettle Ryan Westley                      |

Frauen
| Disziplin           | Gold                                                           | Silber                                                            | Bronze                                                                     |
| ------------------- | -------------------------------------------------------------- | ----------------------------------------------------------------- | -------------------------------------------------------------------------- |
| Kanurennsport       |                                                                |                                                                   |                                                                            |
| C1 200 m            | Dorota Borowska (POL)                                          | Ljudmyla Lusan (UKR)                                              | María Corbera Muñoz (ESP)                                                  |
| C1 500 m            | Ljudmyla Lusan (UKR)                                           | María Corbera Muñoz (ESP)                                         | Ágnes Kiss (HUN)                                                           |
| C2 500 m            | Ljudmyla Lusan / Walerija Tereta (UKR)                         | Antía Jácome / María Corbera (ESP)                                | Giada Bragato / Bianka Nagy (HUN)                                          |
| K1 200 m            | Emma Jørgensen (DEN)                                           | Milica Novaković (SRB)                                            | Francisca Laia (POR)                                                       |
| K1 500 m            | Emma Jørgensen (DEN)                                           | Alida Dóra Gazsó (HUN)                                            | Milica Novaković (SRB)                                                     |
| K2 500 m            | Karolina Naja / Anna Puławska (POL)                            | Emma Jørgensen / Frederikke Matthiesen (DEN)                      | Alida Dóra Gazsó / Tamara Csipes (HUN)                                     |
| K4 500 m            | PolenAdrianna Kąkol Karolina Naja Anna Puławska Dominika Putto | DeutschlandJule Hake Katinka Hofmann Paulina Paszek Lena Röhlings | DänemarkBolette Iversen Katrine Jensen Frederikke Matthiesen Sara Milthers |
| Kanuslalom          |                                                                |                                                                   |                                                                            |
| K1                  | Ricarda Funk (GER)                                             | Klaudia Zwolińska (POL)                                           | Tereza Fišerová (CZE)                                                      |
| C1                  | Elena Lilik (GER)                                              | Klaudia Zwolińska (POL)                                           | Mallory Franklin (GBR)                                                     |
| K1 Cross            | Wiktorija Us (UKR)                                             | Ricarda Funk (GER)                                                | Stefanie Horn (ITA)                                                        |
| Kajak Mannschaft    | FrankreichMarjorie Delassus Camille Prigent Emma Vuitton       | TschechienTereza Fišerová Amálie Hilgertová Antonie Galušková     | DeutschlandRicarda Funk Elena Lilik Emily Apel                             |
| Canadier Mannschaft | TschechienTereza Fišerová Tereza Kneblová Gabriela Satková     | GroßbritannienMallory Franklin Sophie Ogilvie Kimberley Woods     | DeutschlandAndrea Herzog Elena Lilik Nele Bayn                             |

Mixed
| Disziplin     | Gold                                    | Silber                                          | Bronze                             |
| ------------- | --------------------------------------- | ----------------------------------------------- | ---------------------------------- |
| Kanurennsport |                                         |                                                 |                                    |
| C2 500 m      | Teresa Portela / Kevin Santos (POR)     | Emma Jørgensen / Magnus Sibbersen (DEN)         | Lena Röhlings / Jacob Schopf (GER) |
| K2 500 m      | Antía Jácome / Pablo Graña Alonso (ESP) | Sylwia Szczerbińska / Aleksander Kitewski (POL) | Annika Loske / Nico Pickert (GER)  |